# Mozilla Thunderbird
Mozilla Thunderbird er en fri og open source e-mail-, chat- og nyheds-klient, der er udviklet af Mozilla Foundation, som også står bag den populære webbrowser Mozilla Firefox. Version 1.0 af Thunderbird blev udgivet den 7. december 2004. Tre dage efter havde 500.000 downloadet e-mailklienten. 10 dage efter udgivelsen havde 1.000.000 downloadet den. Mozilla Foundation lægger stor vægt på, at Mozilla Thunderbird er en lille men hurtig e-mail-klient.
Thunderbird giver mulighed for at hente e-mail via IMAP og POP3 og kan også læse RSS- og Atom-feeds. Desuden understøtter Thunderbird Facebook-chat, Google Talk, IRC, Twitter og XMPP.
Ud over adressebog, som er integreret med de kontaktbøger, som styresystemer som macOS og Windows er "født" med, har Thunderbird også kalenderfunktion.

## Eksterne Links
Mozilla Danmark – Thunderbird Arkiveret 25. oktober 2008 hos  Wayback Machine
- Wikimedia Commons har flere filer relateret til Mozilla Thunderbird

| Software | Spire Denne artikel om software og programmering er en spire som bør udbygges. Du er velkommen til at hjælpe Wikipedia ved at udvide den. |